# Crassuncus pseudolaudatus
Crassuncus pseudolaudatus là một loài bướm đêm thuộc họ Pterophoridae. Nó được tìm thấy ở Madagascar.